# Кетон Михлера
Кето́н Ми́хлера (4,4′-бис-(диметиламино)бензофенон) — органическое соединение с химической формулой C17H20N2O, производное бензофенона. Полупродукт в синтезе красителей и пигментов. Также применяется в качестве фотосенсибилизатора.

## Свойства
Имеет вид мелких плоских кристаллов кремового цвета с серебристым отливом. Молярная масса соединения составляет 268,34 г/моль, плавится при 173—174 °C, кипит при 360 °C. Легко растворим в бензоле, толуоле, серной и  соляной кислотах, растворим в пиридине (11,1 г / 100 г, 20 °C), хинолине (10,8 г / 100 г, 20 °C), плохо растворим в этаноле (0,64 г / 100 г, 20 °C) и воде (0,04 г / 100 г, 20 °C).
При взаимодействии с амальгамой натрия образует гидрол Михлера (4,4′-бис-(диметиламино)бензгидрол), который также используется в качестве полупродукта при синтезе красителей.

## Получение
Синтезируют из диметиланилина и фосгена по Фриделю-Крафтсу.